# Bratronice (Kladnói járás)
Bratronice település Csehországban, a Kladnói járásban. Bratronice Horní Bezděkov, Družec, Malé Kyšice, Lhota, Nižbor, Chyňava és Běleč településekkel határos. Lakosainak száma 981 fő (2024. január 1.).

## Népesség
A település lakosságának változását az alábbi diagram mutatja:
| Lakosok száma | 1013 | 1017 | 991  | 874  | 759  | 875  | 905  | 922  | 958  | 981  |
|               | 1869 | 1900 | 1921 | 1961 | 1980 | 2011 | 2016 | 2019 | 2021 | 2024 |